# Madiha Omar
 Madiha Umar  arabisch مديحة عمر, DMG Madīḥa ʿUmar; (* 1908 in Aleppo, Syrien; † 2005 in Amman, Jordanien) war eine irakische Künstlerin. Sie war die erste Frau, die von der irakischen Regierung ein Stipendium für ein Studium in Europa erhielt. Sie gilt als Pionierin der Hurufiyya-Kunstbewegung.

## Leben und Werk
Omar war die Tochter eines tscherkessischen Vaters und einer syrischen Mutter und zog als junges Mädchen in den Irak, wo sie eingebürgert wurde. Sie erhielt ihre Sekundarschulbildung in Beirut, im Libanon, und in Istanbul. Als erste Frau, die von der irakischen Regierung ein Stipendium für ein Auslandsstudium erhielt, zog sie nach London, wo sie am Maria Gray Training College for Teachers zur Kunstlehrerin ausgebildet wurde. Nachdem sie 1933 ihr Studium mit Auszeichnung abgeschlossen hatte, kehrte sie nach Bagdad zurück, wo sie als Lehrerin am Bagdad College of Fine Arts arbeitete und bis 1942 die Kunstabteilung an der Teachers Training School for Women leitete.
1939 heiratete sie den irakischen Diplomaten Yasin Umar und zog 1942 mit ihm nach Washington D. C., wo sie ihre Faszination für die arabischen Buchstaben entwickelte. Sie entdeckte das Buch Arabic Palaeography von der irakisch-amerikanischen Islamwissenschaftlerin, Papyrologin und Paläographin Nabia Abbot und begann die Möglichkeiten der Abstraktion des arabischen Buchstabens zu erkennen.
Von 1950 bis 1966 pendelte Omar zwischen den diplomatischen Einsatzorten ihres Ehemannes Washington D. C., New York City, Genf und dem Irak. Sie unterstützte 1951 die Gründung der „Baghdad Modern Art Group“ durch Jawad Saleem und Shakir-Hassan al-Said, wurde selber jedoch kein Mitglied. Sie erwarb 1952 einen Bachelor-Abschluss in Kunsterziehung an der George Washington University und 1959 einen Master of Fine Arts an der Corcoran College of Art and Design in Washington.
Im Jahr 1966 kehrte sie nach Bagdad zurück, wo sie an der Academy of Fine Arts unterrichtete und sich der One Dimension-Gruppe des irakischen Künstlers Shakir Hassan Al Said anschloss. Diese Gruppe versuchte, die Sufi-Tradition mit zeitgenössischer Kunst zu verschmelzen.
Omar gründete 1971 zusammen mit ihren Künstlerkollegen Shakir Hassan Al Said, Jamil Hamoudi und Rafa Nasiri die One-Dimension-Art-Bewegung. Als Gruppe von Künstlern schrieben sie ein Manifest mit dem Titel Al Bu'ad al Wahid (Eine Dimension) darüber, wie man sich der Abstraktion in der bildenden Kunst mit Verbindungen zu den lokalen arabischen Schriften nähern könnte. Das Ziel war nicht, die alte islamische Kalligrafie wiederzubeleben. Wie die Bagdad Modern Art Group zielte das One Dimension Manifest darauf ab, die Traditionen der alten mesopotamischen Kultur neu zu interpretieren. In einer Zeit sozialer und politischer Veränderungen war es für die Gruppe von entscheidender Bedeutung, als Teil eines neuen nationalen Dialogs, der in die kulturelle Identität der Nation eingebettet ist, eine nationale Sprache wiederzuentdecken.
1980, nach der Machtergreifung Saddam Husseins, verließ Omar den Irak und zog nach New York City und 2000 im Alter von 92 Jahren nach Jordanien, wo sie fünf Jahre später starb.

## Pionierin der Hurufiyya-Kunstbewegung
Da sie 1944 als eine der ersten Künstlerinnen die formalen Qualitäten des arabischen Buchstabens in der zeitgenössischen Kunst erforschte, gelten Omars Werke als Vorläufer von Hurufiyah, einem Trend, der besonders in den 1960er und 1970er Jahren unter arabischen Künstlern beliebt war.
Omar war eine der ersten Künstlerinnen aus dem Nahen Osten, die die Verwendung der arabischen Schrift erfolgreich wiederbelebte und gleichzeitig den Einfluss ihrer westlichen künstlerischen Konditionierung in der späteren Hurufiyah-Bewegung repräsentierte. Arabische Buchstaben bildeten die Grundlage ihrer abstrakten Arbeiten, deren einfache Formen sie in ausdrucksstarke Bilder umwandeln wollte.
Von 1950 bis 1980 veranstaltete Omar achtzehn Einzelausstellungen. Sie nahm auch an zahlreichen internationalen Kunstkonferenzen und Gruppenausstellungen teil und ihre Arbeiten wurden in modernen Gruppenausstellungen aus dem Nahen Osten und dem Irak gezeigt. Die meisten ihrer Werke waren entweder in Wanderausstellungen oder sind dauerhaft im Nationalmuseum von Bagdad, im Mathaf: Arab Museum of Modern Art in Doha und in der Jordan National Gallery of Fine Arts in Amman zu sehen.

## Ausstellungen (Auswahl)
- 1952: Ibn Sina-Ausstellung, Bagdad Art Institute
- 2000–2002: Strokes of Genius: Contemporary Iraqi Art, Brunei Gallery, London, Wanderausstellung
- 2006: Word into Art, British Museum, London
- 2009: Modernism and Iraq, Wallach Art Gallery, Columbia University, New York

## Einzelausstellungen
- 1949: erste Ausstellung in der Peabody Library der Georgetown University[5]
- 1949: Abstract Painting and Arabic Calligraphy, Corcoran Gallery of Art, Washington, D.C.
- 1949: Ginn Gallery, Silver Spring, Maryland
- 1950: Watercolors and Drawings, San Francisco Museum of Modern Art
- 1950: Arts Club, Washington
- 1951: Museum of Modern Art, San Francisco
- 1951: International Orientalist Congress, University of Istanbul
- 1954: Galerie Fritz, Beirut
- 1958: Garden Gallery, Middle East Institute, Washington
- 1958: Middle East Club, Washington
- 1961: University Graduates Club, Washington
- 1962: Friends of the Middle East, New York City
- 1968: National Museum of Contemporary Art, Bagdad
- 1971: Turkish Cultural Center, Bagdad

## Veröffentlichungen
- Arabic Calligraphy: An Element of Inspiration in Abstract Art. 1949.